# Luise Sophie Chappuzeau
Luise Sophie Chappuzeau (geboren am 10. November 1841 in Westendorf-Dorfmark bei Fallingbostel; gestorben am 11. Mai 1901 in Braunschweig) war eine deutsche Diakonisse, die im Marienstift in Braunschweig als Oberin tätig war.

## Leben und Wirken
Chappuzeau gehörte einer evangelischen Pastorenfamilie an, die hugenottische Vorfahren hatte. Sie wurde im Henriettenstift in Hannover ausgebildet und kam im Jahr 1880 als Oberin in das neu gegründete Marienstift nach Braunschweig. Die Stelle hatte zuvor Margarethe Schröder inne, die das Stift verlassen hatte, um eine Ehe zu schließen. Chappuzeau wurde offiziell am 25. August 1880 im Braunschweiger Dom durch den Abt Thiele in ihr Amt eingeführt. Während ihres Wirkens dort löste sich das Stift am 27. Februar 1881 vom Vaterländischen Frauenverein ab, und die neuen Stiftsgebäude wurden an der Helmstedter Straße errichtet und ausgebaut. Zudem sorgte sie dafür, dass landesweit alle Gemeinden mit Diakonissen beschickt wurden, die als Gemeindeschwestern tätig waren. Als Oberin des Marienstiftes stand ihr der Anstaltsgeistliche Pastor Buschmann zur Seite, mit dem sie sich die Aufgabe der Verwaltung des Diakonissenhauses teilte. Sie pflegte unter anderem Briefkontakte zu Elise Averdieck in Hamburg.